# Musculus extensor digitorum
De musculus extensor digitorum (“vingerstrekker”) is een van de oppervlakkige strekkers in de onderarm. Ter hoogte van de pols vertakt de spier zich in vier aanhechtingspezen, die samen met de aanhechtingspees van de musculus extensor indicis door het vierde peescompartiment van het retinaculum extensorium gaan.  Op de rug van de hand zijn de pezen met elkaar verbonden door bruggen (connexus intertendinei), die afzonderlijk strekken van individuele vingers (vooral de ringvinger) verhinderen.
De musculus extensor digitorum strekt de hand en de tweede tot en met de vijfde vinger.